# Падань
Падань (словац. Padáň) — село в окрузі Дунайська Стреда Трнавського краю Словаччини. Площа села 16,98 км². Станом на 31 грудня 2015 року в селі проживало 889 жителів.

## Історія
Перші згадки про село датуються 1254 роком.

## Географія
Протікають Богельовський канал; Юрова-Вельки Медер і Крачани-Богельов.

## Населення
| Рік:            | 1994. | 2004.    | 2014.   | 2024.   |
| --------------- | ----- | -------- | ------- | ------- |
| Кількість осіб: | 769   | 895      | 881     | 889     |
| Різниця:        |       | +16,38 % | -1,56 % | +0,90 % |

| Рік:            | 2023. | 2024.   |
| --------------- | ----- | ------- |
| Кількість осіб: | 876   | 889     |
| Різниця:        |       | +1,48 % |